# Mordy
Mordy é um município da Polônia, na voivodia da Mazóvia e no condado de Siedlce. Estende-se por uma área de 4,54 km², com 1 7916 habitantes, segundo os censos de 2016, com uma densidade de 394,5 hab/km².